# Шаповалов, Георгий Митрофанович
Георгий Митрофанович Шаповалов (23 апреля 1916, Севастополь, Таврическая губерния — 24 июня 1979, Москва) — советский актёр театра и кино, участник Великой Отечественной войны.

## Биография
Родился 23 апреля 1916 года в Севастополе. Позже Шаповалов с родителями переехал в Новохопёрск Воронежской губернии. Когда наступил 1932 год, отец умер, оставив жену и двух сыновей. Спустя время, Шаповалов получил аттестат зрелости и был призван в ряды Красной армии, а после того, как Шаповалов отслужил два года, поступил учиться в рафбак Воронежского зооветеринарного института, но так и не доучился.
В 1940 году появился стимул стать артистом и Шаповалов стал студентом актёрского факультета ВГИКа в Москве. Однако как началась Великая Отечественная война, Шаповалов пошёл добровольцем на воевать, но в 1943 году был контужен, после чего проходил излечение в госпитале, но после поправки был комиссован в звании старшего сержанта. После войны была получена лишь одна награда, медаль «За победу над Германией в Великой Отечественной войне 1941—1945 гг.»
В 1945 году возобновил учёбу во ВГИКе и проходил обучение у Сергея Аполлинариевича Герасимова и Тамары Фёдоровны Макаровой. Снимался как в театральных работах, так и в фильмах. Первой большой и популярной по рейтингам работой в театральной деятельности был спектакль «Молодая гвардия» по роману Александра Фадеева на сцене Государственного театра киноактёров, премьера спектакля стала дата 14 февраля 1947. Первой ролью в киноиндустрии стал Боевой киносборник № 3, где Шаповалов играл Антошу Рыбкина, премьерой выпуска стал 1941 год.
Скончался 24 июня 1979 года в Москве. Похоронен на Хованском кладбище.

## Фильмография

### Выборочный список ролей, всего фильмография насчитывает 56 фильмов
- 1948 — Молодая гвардия (Соликовский, начальник Краснодонской полиции)
- 1956 — Берёзы в степи (Степан Радомин)
- 1956 — Сорок первый (Терентьев)
- 1958 — Память Сердца (Василий Константинович Савёлов, председатель колхоза)
- 1959 — Отчий дом (муж Степаниды)
- 1959 — Баллада о солдате (солдат-шофёр)
- 1961 — Евдокия (Тимофеев)
- 1961 — Когда деревья были большими (железнодорожник, дежурный по станции)
- 1965—1967 — Война и мир (русский солдат); (1965 — Андрей Болконский, 1-й фильм), (1966—1812 год, 3-й фильм), (1967 — Пьер Безухов, 4-й фильм)
- 1966 — Берегись автомобиля (продавец в охотничьем магазине)
- 1970 — Судьба резидента (Василий Акулов/Кондрат, банщик)
- 1973—1983 — Вечный зов (член бюро райкома)
- 1977 — Счёт человеческий (Егор Иванович)